# Katolická církev v Kolumbii
Katolická církev v Kolumbii je součástí všeobecné církve na území Kolumbie, pod vedením papeže a místních biskupů sdružených do Kolumbijské biskupské konference (Conferencia Episcopal de Colombia, CEC, je součástí Rady latinskoamerických biskupských konferencí (CELAM)). Papež je v Brazílii zastupován apoštolským nunciem v Kolumbii. Primasem je tradičně arcibiskup v Bogotě.

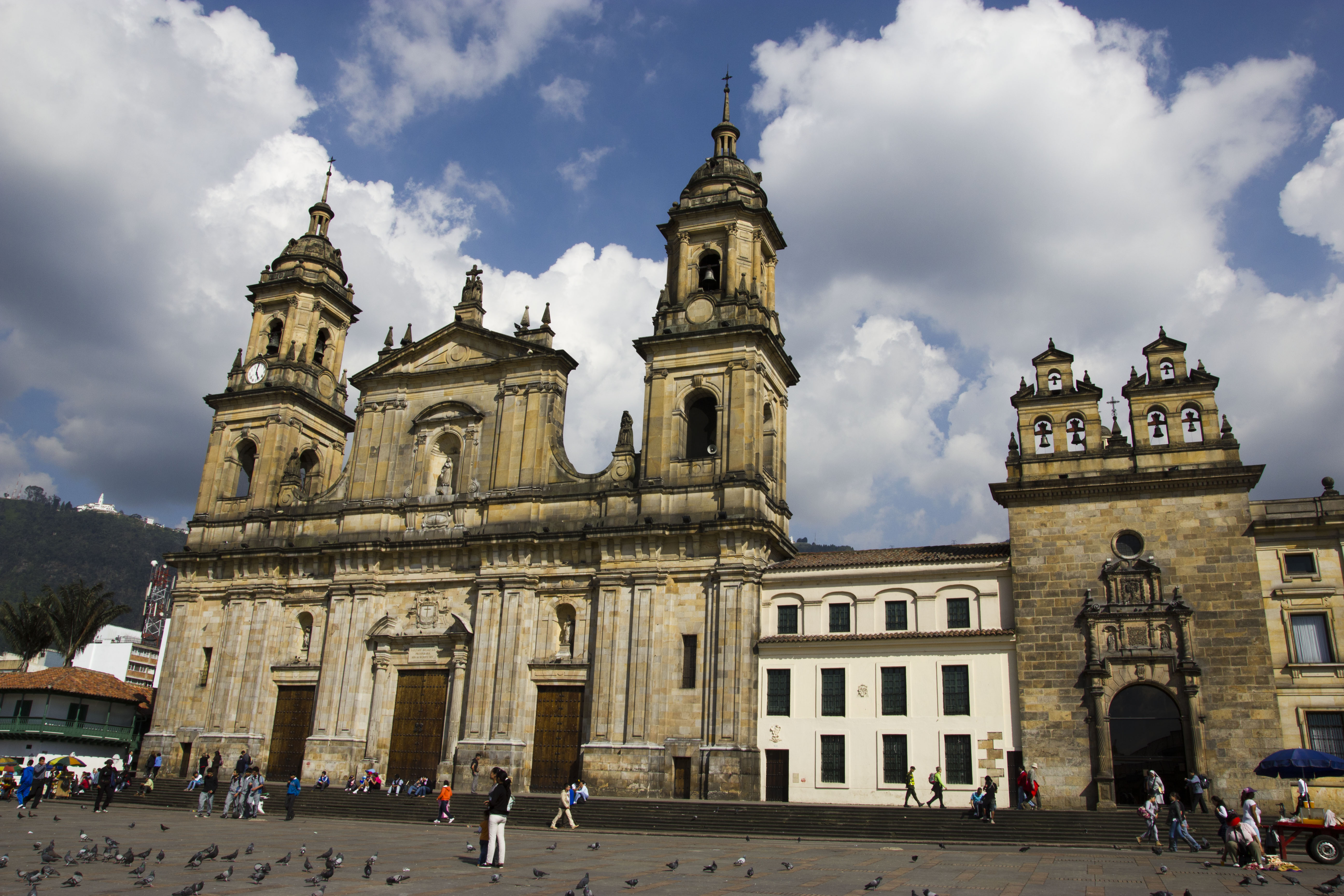
Metropolitní katedrální bazilika v Bogotě

## Statistické údaje
Římskokatolické vyznání je nejpočetnějším vyznáním v zemi, hlásí se k němu asi 45 miliónů lidí, tzn. 93 % kolumbijské populace. Kolumbie je co do počtu katolíků sedmou největší zemí na světě, předchází jí Brazílie, Mexiko, Filipíny, Spojené státy americké, Itálie a Francie.
V zemi je 4397 farností, 9560 kněží, 3382 řeholníků a 13 874 řeholnic.

## Administrativní členění katolické církve v Kolumbii
Církevní organizace římskokatolické církve je strukturována do 14 metropolitních arcidiecézí, mezi něž je rozděleno 52 sufragánních diecézí, dále se zde nachází 10 apoštolských vikariátů a jeden vojenský ordinariát.
- Arcidiecéze Barranquilla se sufragánními diecézemi: 
  - El Banco,
  - Riohacha,
  - Santa Marta,
  - Valledupar.
- Arcidiecéze Bogotà se sufragánními diecézemi: 
  - Engativá,
  - Facatativá,
  - Fontibón,
  - Girardot,
  - Soacha,
  - Zipaquirá.
- Arcidiecéze Bucaramanga se sufragánními diecézemi: 
  - Barrancabermeja,
  - Málaga-Soatá,
  - Socorro e San Gil,
  - Vélez.
- Arcidiecéze Cali se sufragánními diecézemi: 
  - Buenaventura,
  - Buga,
  - Cartago,
  - Palmira.
- Arcidiecéze Cartagena se sufragánními diecézemi: 
  - Magangué,
  - Montelíbano,
  - Montería,
  - Sincelejo.
- Arcidiecéze Florencia se sufragánními diecézemi: 
  - Mocoa-Sibundoy ,
  - San Vicente del Caguán.
- Arcidiecéze Ibagué se sufragánními diecézemi: 
  - Espinal,
  - Líbano-Honda,
  - Neiva.
- Arcidiecéze Manizales se sufragánními diecézemi: 
  - Armenia,
  - La Dorada-Guaduas,
  - Pereira.
- Arcidiecéze Medellín se sufragánními diecézemi: 
  - Caldas,
  - Girardota,
  - Jericó,
  - Sonsón-Rionegro.
- Arcidiecéze Nueva Pamplona se sufragánními diecézemi: 
  - Arauca,
  - Cúcuta,
  - Ocaña,
  - Tibú.
- Arcidiecéze Popayán se sufragánními diecézemi: 
  - Ipiales,
  - Pasto,
  - Tumaco.
- Arcidiecéze Santa Fe de Antioquia se sufragánními diecézemi: 
  - Apartadó,
  - Istmina-Tadó,
  - Quibdó,
  - Santa Rosa de Osos.
- Arcidiecéze Tunja se sufragánními diecézemi: 
  - Chiquinquirá,
  - Duitama-Sogamoso,
  - Garagoa,
  - Yopal.
- Arcidiecéze Villavicencio se sufragánními diecézemi: 
  - Granada in Colombia,
  - San José del Guaviare.
- Apoštolské vikariáty bezprostředně podřízené Svatému Stolci:
  - Guapi,
  - Inírida,
  - Leticia,
  - Mitú,
  - Puerto Carreño,
  - Puerto Gaitán,
  - Puerto Leguízamo-Solano,
  - San Andrés e Providencia,
  - Tierradentro,
  - Trinidad.
- Vojenský ordinariát v Kolumbii.

Od roku 2016 existuje v Kolumbii také církevní struktura Maronitské katolické církve:
- Apoštolský exarchát Kolumbie se sídlem v Bogotá.